# Pleșa, Suceava
Pleșa (în germană Pleschnitza, în poloneză Plesza) este un sat în comuna Mănăstirea Humorului din județul Suceava, Bucovina, România.

## Recensământul din 1930
Componența etnică a satului Pleșa
     Polonezi (99,62%)
     Români (0,38%)
Componența confesională a satului Pleșa
     Romano-catolici (99,23%)
     Altă religie (0,77%)
Conform recensământului efectuat în 1930, populația satului Pleșa se ridica la 260 locuitori. Majoritatea locuitorilor erau polonezi (99,62%), cu o minoritate de români (0,38%). Din punct de vedere confesional, majoritatea locuitorilor erau romano-catolici (99,23%). Alte persoane s-au declarat: ortodocși (1 persoană) și greco-catolici (1 persoană).
 Acest articol despre o localitate din județul Suceava este deocamdată un ciot. Puteți ajuta Wikipedia prin completarea lui.